# Port Jefferson (Nowy Jork)
Port Jefferson – wieś w Stanach Zjednoczonych, w stanie Nowy Jork, w hrabstwie Suffolk. Od końca XVIII wieku do początków wieku XX, we wsi istniał przemysł stoczniowy. W miejscowość do dziś zachowuje połączenia promowe ze stanem Connecticut.